# Mesut Yılmaz (politicus)

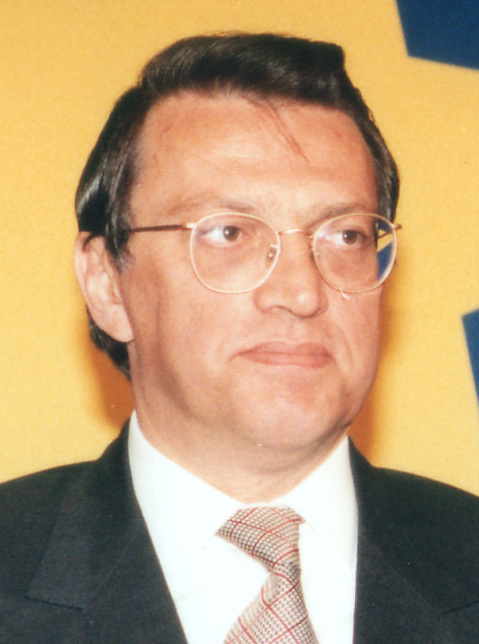
Mesut Yılmaz (1996)

Ahmet Mesut Yılmaz (Istanboel, 6 november 1947 - aldaar, 30 oktober 2020) was een leider van de Moederlandpartij (Turks: Anavatan Partisi, ANAP) en de Turkse premier in de jaren 1990. 
Mesut Yılmaz was een rijzende ster in de Moederlandpartij van Turgut Özal, die een afgevaardigde was van de Zwarte Zee provincie Rize in het parlement en diende als minister van Toerisme in het kabinet-Özal. 
De jaren daarop daalde de Moederlandpartij in populariteit en kreeg Yılmaz een bitsige relatie met Tansu Çiller, de leider van de centrumrechtse Partij van het Rechte Pad (DYP).
İsmet İnönü · Ali Fethi Okyar · Celal Bayar · Refik Saydam · Şükrü Saracoğlu · Recep Peker · Hasan Saka · Şemsettin Günaltay · Adnan Menderes · Cemal Gürsel · Suat Hayri Ürgüplü · Süleyman Demirel · Nihat Erim · Ferit Melen · Naim Talu · Bülent Ecevit · Sadi Irmak · Bülent Ulusu · Turgut Özal · Yıldırım Akbulut · Mesut Yılmaz · Tansu Çiller · Necmettin Erbakan · Abdullah Gül · Recep Tayyip Erdoğan · Ahmet Davutoğlu · Binali Yıldırım